# Nexit
„Nexit“ znamená hypotetický odchod Nizozemska z EU. Název je odvozen od slova „Brexit“, jímž se označuje odchod Spojeného království z Evropské unie.
Podle průzkumu Pew Research Center z června 2016, který proběhl před konáním britského referenda, zaujímalo negativní postoje k Evropské unii 46 % Nizozemců, zatímco 51 % mělo pozitivní názory. Jiný průzkum společnosti peil.nl konaný po britském hlasování ukázal, že přesně 50 % Nizozemců by podpořilo konání podobného referenda, zatímco 46 % trvalo na setrvání v Unii (43 % bylo vyloženě proti).
Nizozemský premiér Mark Rutte řekl, že by ten, kdo vypíše takové referendum, musel být „hodně pošetilý“. Lídr nejpopulárnější krajně pravicové Strany pro svobodu Geert Wilders naopak na tomto zakládal celou svojí kampaň v parlamentních volbách 2017 poté, co jeho strana začala posilovat. Dalšími stranami, které připustili odchod z EU nebo konání referenda byly: VoorNederland, Libertariánská strana, Socialisté, 50PLUS a  Forum voor Democratie.